# العبادي (خنفر)

تعديل مصدري - تعديل

العبادي هي إحدى قرى عزلة جعار بمديرية خنفر التابعة لمحافظة أبين، بلغ تعداد سكانها 154 نسمة حسب تعداد اليمن لعام 2004.